# Pau da Fome
Entrada do Parque Estadual da Pedra Branca, localizado em Pau da Fome
O Pau da Fome é uma localidade da Baixada de Jacarepaguá. Localizado Dentro Do Parque estadual da pedra branca criado em 28 de junho de 1974,
A primeira versão para o nome exótico da localidade vem do hábito que alguns tropeiros tinham de fazer refeições embaixo de uma figueira, onde costumavam dizer durante os almoços: "Estamos no pau da fome". A segunda versão envolve Francisco Pinto da Fonseca Telles, o Barão da Taquara, que costumava caçar nas encostas do Maciço da Pedra Branca. Durante essas caçadas, os participantes deixavam a comida perto do tronco de uma imensa figueira Mata-Pau e gritavam: "Lá está o pau da fome".
Francisco Telles nasceu em 25 de outubro de 1839, na Fazenda da Taquara, e realizou diversos arruamentos em Jacarepaguá, fundando a primeira escola da região e participando de várias obras sociais, sendo considerado o "Patriarca de Jacarepaguá". O Barão gostava muito de caçar nas encostas do Maciço da Pedra Branca.
A figueira Mata-Pau (Ficus clusiifolia) costuma nascer sobre outra árvore, que acaba morrendo sufocada. As sementes são espalhadas por animais sobre os galhos de uma espécie hospedeira, e ao longo do tempo, as raízes descem em direção ao solo, envolvendo e sufocando o tronco da árvore hospedeira.

## Fauna
A fauna do Pau da Fome, assim como em todo o Parque Estadual da Pedra Branca, é diversificada e rica. A vegetação típica, composta por cedros, jacarandás, jequitibás e ipês, proporciona abrigo a uma variedade de espécies, incluindo:
Onça Parda, jaguatiricas, preguiças-de-coleira, tamanduás-mirins, pacas, tatus, teiús, cuandus, tucanos, jacus e cutias. 
Essas espécies são parte fundamental do ecossistema local e contribuem para a biodiversidade da região.

## População
A população de Pau da Fome vive em uma comunidade semi-rural, caracterizada por casas antigas, geralmente passadas de geração em geração. Essa estrutura comunitária reflete a tradição e a história da localidade, com os moradores mantendo uma conexão forte com suas raízes e com a natureza ao redor. A vida na comunidade é marcada por um ritmo mais tranquilo, em contraste com a urbanização crescente das áreas adjacentes.